# Halkjärvi
Halkjärvi är en sjö i Finland. Den ligger i Sommarnäs i Somero stad i landskapet Egentliga Finland, i den södra delen av landet, 80 km nordväst om huvudstaden Helsingfors. Halkjärvi ligger 79,3 meter över havet. Arean är 2 kvadratkilometer och strandlinjen är 8,37 kilometer lång. Sjön  ingår i Uskela ås huvudavrinningsområde.   I omgivningarna runt Halkjärvi växer i huvudsak barrskog.
I övrigt finns följande i Halkjärvi:
- Saari (en ö)